# Publio Cornelio Dolabela (cónsul 55)
Publio Cornelio Dolabela (en latín Publius Cornelius Dolabela) fue un senador romano del siglo I, que desarrolló su carrera política bajo los imperios de Tiberio, Calígula, Claudio y Nerón.

## Familia
Era hijo de Publio Cornelio Dolabela, quien ayudó a su hijo en su carrera.

## Carrera política
Su único cargo conocido fue el de consul suffectus en los meses de mayo y junio de 55, compartiendo honor con Séneca, quien había sido preceptor del joven emperador Nerón.

## Descendencia
Servio Cornelio Dolabela Petroniano fue consul suffectus en 86, bajo Domiciano, fue su hijo.